# Tesseracme
Tesseracme is een geslacht van weekdieren uit de klasse van de Scaphopoda (tandschelpen).

## Soorten
- Tesseracme dispar (G.B. Sowerby II, 1860)
- Tesseracme hancocki Emerson, 1956
- Tesseracme philcolmani Lamprell & Healy, 1998
- Tesseracme quadrangularis (G. B. Sowerby I, 1832)
- Tesseracme quadrapicalis (Hanley in Sowerby, 1860)
- Tesseracme tesseragona (G. B. Sowerby I, 1832)
- Tesseracme tetrapleura (Boissevain, 1906)